# Paectes costictrigata
Paectes costictrigata är en fjärilsart som beskrevs av George Thomas Bethune-Baker 1906. Paectes costictrigata ingår i släktet Paectes och familjen nattflyn. Inga underarter finns listade i Catalogue of Life.